# Coupe du Liechtenstein de football 1975-1976
Navigation
Édition précédente Édition suivante
La coupe du Liechtenstein 1975-1976 de football est la 31e édition de la Coupe nationale de football, la seule compétition nationale du pays en l'absence de championnat.
La finale est disputée à Eschen, le 19 avril 1976, entre l'USV Eschen/Mauren et le FC Balzers. 
L'USV Eschen/Mauren remporte le trophée en battant le FC Balzers. Il s'agit du 1er titre de l'histoire du club dans la compétition.

## 1ertour
Le FC Triesen est exempté de ce tour.
| Équipe 1          | Résultat | Équipe 2   |
| ----------------- | -------- | ---------- |
| FC Balzers        | 3 - 2    | FC Schaan  |
| FC Triesenberg    | 0 - 2    | FC Vaduz   |
| USV Eschen/Mauren | 4 - 1    | FC Ruggell |

## Demi-finales
| Équipe 1          | Résultat        | Équipe 2   |
| ----------------- | --------------- | ---------- |
| USV Eschen/Mauren | 4 - 1           | FC Vaduz   |
| FC Triesen        | 5 - 5 2 - 4 tab | FC Balzers |

## Finale
| 19 avril 1976 | USV Eschen/Mauren | 3 - 1 | FC Balzers | Eschen |  |
|               |                   |       |            |        |  |